# Storia di Niue
Questo articolo tratta la storia di Niue.

## Le prime popolazioni
Le prime popolazioni a raggiungere Niue furono quelle delle isole Samoa, situate 560 chilometri a nordovest, circa nel 900 d.C. Successivamente l'isola subì le incursioni anche dei guerrieri tongani, nel XVI secolo.
Il dialetto di Niue presenta notevoli affinità col samoano, con il quale mantiene un forte legame culturale.

## Gli Europei
Il primo contatto di Niue con un europeo risale al 1774, con il Capitano
James Cook, che, avvistando gli abitanti dell'isola senza attraccarvi, la chiamò "Isola selvaggia" (Savage Island), scambiando forse il colore rosso col quale erano dipinti gli indigeni per del sangue.
Successivamente, l'evento di maggior rilievo nei rapporti con gli europei fu l'arrivo della London Missionary Society con John Williams nel 1846.
Nel 1887, il re Fata-a-iki (1887-1896) scrisse una lettera alla regina Vittoria del Regno Unito chiedendo l'istituzione di un protettorato britannico sull'isola affinché non entrasse nelle sfere protettive di qualche altra potenza coloniale. La lettera non ricevette risposta, e neanche la successiva del 1895.
Il Regno Unito decise di annettere l'isola nel 1900 e questo avvenne nel 1901 quando la Nuova Zelanda annesse l'isola.

## XX secolo

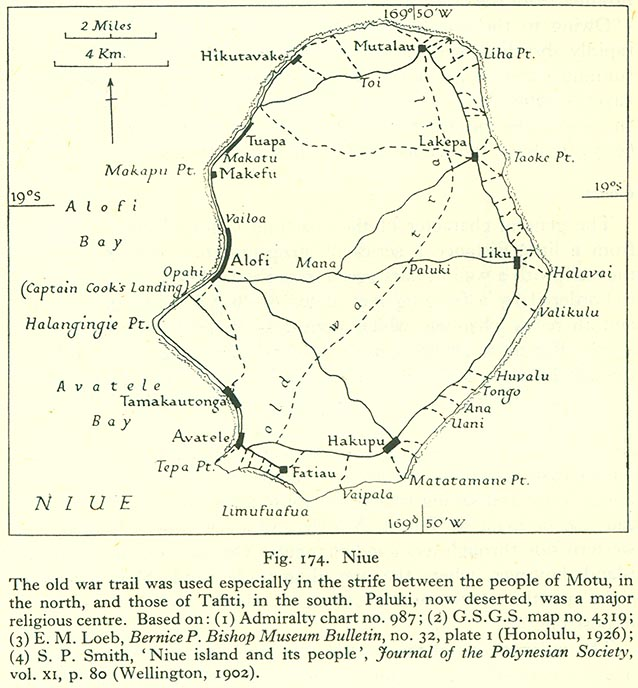
Niue in una mappa della seconda guerra mondiale

Durante la prima guerra mondiale 150 niueani furono arruolati nell'esercito neozelandese.
L'indipendenza in forma di auto-governo fu concessa dal parlamento della Nuova Zelanda il 19 ottobre 1974, con la pubblicazione della Costituzione.
Nel gennaio del 2004, Niue fu colpita dal ciclone Heta, che uccise due persone e provocò estesi danni all'intera isola ed in particolar modo nella parte meridionale della capitale Alofi.
L'attuale capo del governo è il Primo Ministro Dalton Tagelagi, eletto nel 2020.